# Хаббард (Орегон)
Хаббард (англ. Hubbard) —  город в округе Марион, штата Орегон, (США). Статус города присвоен  в 1891 году. Население Хаббарда составляет 2483 человека по переписи 2000 года.

## Демография
По состоянию на 2000 год в Хаббарде насчитывается 753 семьи, в которых проживает 2483 человека. Плотность населения составляет 1546,3 чел. / км². Треть от общего числа жителей составляют латиноамериканцы.
Средний возраст составляет 29 лет.На каждые 100 женщин приходится 102,2 мужчин.
Средний семейный доход составляет 42552 долларов. Доход на душу населения составляет 14383 долларов. Доход ниже прожиточного минимума имеют  14,8% человек от общего населения.